# Razmnoževalna strategija
V ekologiji se za opisovanje razmnoževanja organizmov pogosto uporabljata r-strategija in K-strategija. Bitjem, ki se poslužujejo r-strategije, pravimo r-strategi, medtem ko so izvajalci K-strategije tako imenovani K-strategi. Teorija, ki opisuje ti dve strategiji, se v veliki meri nanaša na izbor kombinacije lastnosti nekega organizma, pri čemer je poudarek bodisi na kvantiteti bodisi na kvaliteti potomcev. r-strategi veliko energije vložijo v povečevanje količine svojih potomcev, medtem ko je za K-stratege značilna manjša številčnost podmladka, pri čemer vsak potomec prejme večji starševski vložek. Pojavnost r- in K-strategije je zelo variabilna in naj bi povečevala evolucijski uspeh v različnih tipih okolja. Koncepta kvantitete in kvalitete potomcev se pogosto označuje s pojmoma cenen in drag, kar se navezuje na starševski vložek v posamičnega mladiča.
Omenjena dva tipa strategij sta leta 1967 na temelju raziskovanja otoške biogeografije poimenovala in opisala ekologa Robert MacArthur in E. O. Wilson. Sam koncept evolucije raznolikih razmnoževalnih strategij pa se je pojavil že prej. K- in r-strategiji sta bili v biologiji še posebej popularni v letih med 1970 in 1980, a sta ob koncu 20. stoletja izgubili svoj vpliv zaradi kritik več empiričnih študij.

## Pregled
Poznani sta dve glavni usmeritvi razmnoževanja neke vrste; r-strategija in K-strategija. Črki r in K izvirata iz ekološke algebre, enačbo podaja spodnji Verhulstov model populacijske dinamike:
{\displaystyle {\frac {dN}{dt}}=rN\left(1-{\frac {N}{K}}\right)}
V zgornji formuli N predstavlja populacijo, r je maksimalna rast populacije, K je nosilna kapaciteta izbranega okolja, in dN/dt, odvod N-ja v odvisnosti od časa t, raven spreminjanja populacije v neki časovni enoti. Na tak način enačba povezuje rast populacije N s trenutno velikostjo populacije, pri čemer sta uvedena dva konstantna parametra r in K. Črka K izhaja iz nemške Kapazitätsgrenze (omejitev kapacitete), medtem ko je r kratica za angleško rate (raven).

## Tipi razmnoževalnih strategij

### r-strategija
Za r-stratege, ki se poslužujejo r-strategije, je značilen majhen starševski vložek v vsakega potomca. Po drugi strani imajo r-strategi veliko cenenih potomcev. Parameter r takšnih vrst je velik, K pa nizek. Vrste, ki izvajajo r-strategijo, se s svojimi potomci ne ukvarjajo (npr. jih ne ščitijo pred plenilci, ne hranijo...) ali je skrb minimalna. V veliko primerih takšni organizmi poskrbijo le za osemenitev samic, sledečo oploditev in odlaganje jajčec ali kotitev. Mladiči takšnih vrst relativno hitro dosežejo velikost odraslega, spolno zrelost in samostojnost. Zanje so značilne tudi visoka poraba energije, manjše kognitivne sposobnosti, intenziven spolni nagon in majhnost ob rojstvu. Podmladek r-strategov je zaradi šibkosti in številčnosti običajno bolj podvržen vplivu plenilcev.
Med prednosti r-strategije spada prilagojenost na nestabilne razmere, saj r-strategi uspejo proizvesti nekaj potomcev tudi v obdobjih, ko so razmere nestalne in so naravni viri na voljo v omejenih količinah. Najpogosteje r-strategi živijo v habitatih z manjšo ravnjo tekmovanja in okoljih slabše kvalitete, kjer je bistvena zmožnost hitrega razmnoževanja.
Vidna slabost r-strategov je majhen vložek v posamičnega potomca, ki ima zato zvišano smrtnost. r-strategija je najbolj razširjena med manjšimi živalmi s kratko življenjsko dobo, ki se zatorej pogosto razmnožujejo le enkrat v življenju, in generacijami, ki ne živijo hkrati, kot so denimo ribe, ožigalkarji, bakterije in žuželke. Med rastlinami so dobro poznani r-strategi anemofilne rastline (vetrocvetke), ki proizvedejo veliko cenenega peloda, pri čemer le peščica pelodnih zrn uspešno oplodi ženski del cvetov. Med vrste, ki odstopajo od klasične opredelitve r- in K-strategov, spadajo nekatera drevesa, ki izkazujejo tako lastnosti r-strategov (visoko število cenenih potomcev z visoko smrtnostjo) kot tudi K-strategov (dolga življenjska doba, tekmovalnost). Populacije r-strategov so hitro rastoče.

### K-strategija
K-strategi, ki so običajno dolgo živeči organizmi večjih dimenzij, v svoje manj številčne potomce vložijo veliko virov. Podmladek bitij, ki ubirajo takšno razmnoževalno strategijo, je deležen obilo starševske skrbi (hranjenje, zaščita pred plenilci, učenje itd.), relativno pozno doseže spolno zrelost in ima v primerjavi z mladiči r-strategov razmeroma nizko smrtnost. Zanj je značilna tudi učinkovitejša poraba energije. K-strategija je najbolj razširjena med večjimi živalmi z dolgo življenjsko dobo in generacijami, ki živijo istočasno, kot so denimo številni sesalci (kiti, sloni, ljudje) in nekateri ptiči (orli, papige). Določene lastnosti K-strategov, kot je na primer dolga življenjska doba in velikost, izkazujejo morske želve, ki pa proizvedejo veliko potomcev z visoko smrtnostjo, kar je značilnost r-strategov.
V primerjavi z rastlinskimi r-strategi, kot so denimo vetrocvetke, so rastlinski K-strategi predvsem entomofilne rastline (žužkocvetke), ki proizvajajo precej manj pelodnih zrn, med katerimi večji odstotek omogoči nastanek zigote. Takšni organizmi prebivajo v stabilnih okoljih, kjer se spremembe pojavljajo z nizko frekvenco in so običajno minimalne. Glavno načelo K-strategov je počasna populacijska rast, ki navadno ne preseže nosilne kapacitete okolja, lahko pa jo doseže. V skladu z Verhulstovim modelom populacijske dinamike imajo K-strategi visok parameter K in nizek r.
| r-strategi                                          | K-strategi                                        |
| --------------------------------------------------- | ------------------------------------------------- |
| majhni organizmi                                    | veliki organizmi                                  |
| šibkost                                             | moč, dobra zaščita                                |
| veliko potomcev                                     | malo potomcev                                     |
| majhen starševski vložek v posamičnega potomca      | velik starševski vložek v posamičnega potomca     |
| starševske skrbi ni ali je minimalna                | starševska skrb prisotna v veliki meri            |
| organizmi energijsko potrošni                       | organizmi energijsko varčni                       |
| kratka življenjska doba                             | dolga življenjska doba                            |
| naenkrat živi le malo generacij                     | naenkrat živi več generacij                       |
| zgodnja spolna zrelost                              | pozna spolna zrelost                              |
| vsak posameznik se razmnožuje le enkrat v življenju | vsak posameznik se razmnožuje večkrat v življenju |
| nizke kognitivne sposobnosti                        | visoke kognitivne sposobnosti                     |
| močan spolni nagon                                  | šibak spolni nagon                                |
| majhnost ob rojstvu                                 | večje dimenzije ob rojstvu                        |
| zgodnja samostojnost                                | pozna samostojnost                                |
| smrtnost mladičev visoka                            | smrtnost mladičev nizka                           |